# Bernard Stiegler
Bernard Stiegler (født 1. april 1952, død 5. august 2020) var en fransk filosof. Han var også grundlægger for den politiske og kulturelle gruppe Ars Industrialis. Hans best kendte værk er Technics and Time, 1: The Fault of Epimetheus.
Stiegler er blevet beskrevet som "one of the most influential European philosophers" og er en vigtig tænker indenfor digital teknologi.

## Filosofi
Stieglers filosofi omhandler undertrykkelsen af tekne (handling) af det episteme (viden). I hans værker kritisere han Humanisme (menneskelig ekseptionalisme), den Antropocæne epoke, og Kapitalisme.